# Bota
Bota (pol. Świat) – albańsko-włoski film fabularny z roku 2014 w reżyserii Iris Elezi i Thomasa Logoreciego.

## Opis fabuły
Akcja filmu rozgrywa się w ciągu tygodnia w kafejce Bota, znajdującej się w jednej ze wsi na albańskiej prowincji, której właścicielem jest Beni, a kelnerką młoda i atrakcyjna Nora. Beni zbierał pieniądze, aby uciec do Tirany, ale wieści o budowie autostrady, która ma przebiegać niedaleko kafejki przekonują go do pozostania. Poprzez spotkania mieszkańców w lokalnej kafejce reżyserzy próbują oddać atmosferę prowincji i ukazać, jak przeszłość wpływa na obecne życie lokalnej społeczności.
Film jest debiutem fabularnym reżyserki Iris Elezi, znanej dotąd z realizacji filmów dokumentalnych oraz mieszkającego na stałe w San Francisco Thomasa Logoreciego. Premiera międzynarodowa filmu miała miejsce na Międzynarodowym Festiwalu Filmowym w Karlowych Varach, gdzie film otrzymał dwie nagrody Fedeora. Film zdobył także dwie nagrody na Międzynarodowym Festiwalu Filmowym w Reykjavíku. W 2015 film został zgłoszony jako albański kandydat do nagrody Amerykańskiej Akademii Filmowej w kategorii: najlepszy film nieanglojęzyczny.

## Obsada
- Luca Lionello jako Filipo
- Erand Sojli jako Baku
- Artur Gorishti jako Beni
- Alban Ukaj jako Mili
- Flonja Kodheli jako Juli
- Fioralba Kryemadhi jako Nora
- Tinka Kurti jako Noje
- Guljelm Radoja jako Engjell
- Elda Sorra jako Alba Toma
- Suela Bako jako Majlinda Prifti
- Amos Zaharia jako Orion
- Angjelina Ziu jako Myfarete
- Pjeter Logoreci jako Luan
- Roland Saro jako Arian
- Guljelm Kotorri jako Gjon
- Llambri Kuqi jako policjant
- Ramazan Agolli jako rybak